# Tsukasa Hosaka
Tsukasa Hosaka (født 3. marts 1937, død 21. januar 2018) var en japansk fodboldspiller.

## Japans fodboldlandshold
| Japans landshold | Japans landshold | Japans landshold |
| År               | Kmp              | Mål              |
| ---------------- | ---------------- | ---------------- |
| 1960             | 1                | 0                |
| 1961             | 6                | 0                |
| 1962             | 6                | 0                |
| 1963             | 5                | 0                |
| 1964             | 1                | 0                |
| Total            | 19               | 0                |